# Мбамба, Ноа
Ноа́ Мбамба́ Муанда́ (фр. Noah Mbamba-Muanda; 5 января 2005) — бельгийский футболист, опорный полузащитник клуба «Байер 04», выступающий на правах аренды за клуб «Дендер».

## Клубная карьера
Уроженец Икселяа, летом 2020 года Мбамба перешёл из футбольной академии «Генка» в футбольную академию «Брюгге». В феврале 2021 года подписал контракт с «Брюгге» до 2023 года.
23 мая 2021 года 16-летний Мбамба дебютировал в основном составе «Брюгге», выйдя в стартовом составе в матче высшего дивизиона бельгийского чемпионата против «Генка».

## Карьера в сборной
В 2020 году дебютировал в составе сборной Бельгии до 15 лет. В 2021 году 16-летний игрок дебютировал за сборную Бельгии до 19 лет.

## Достижения
«Байер 04»
- Чемпион Германии: 2023/24
- Финалист Лиги Европы УЕФА: 2023/24
- Обладатель Кубка Германии: 2023/24